# Nicocreón

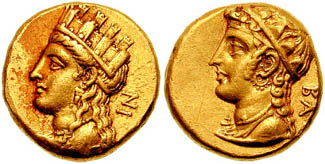
Moneda de oro (stater) de Nicocreón, siguiendo el estándar persa. Ambos lados (izquierda = anverso; derecha = reverso) representan un busto drapeado de Afrodita

Nicocreón o Nicocreonte (griego Nικoκρέων; vivió en el siglo IV a. C.) fue el rey de Salamina en Chipre, durante la época de la expedición de Alejandro Magno (336–323 a. C.) contra Persia.
Nicocreón se sometió al conquistador junto con los demás reyes chipriotas, sin oposición. En el 331 a. C., tras el regreso de Alejandro de Egipto, Nicocreón visitó la ciudad de Tiro para rendirle homenaje, donde destacó por la magnificencia con la que amuebló sus exhibiciones teatrales.
Después de la muerte de Alejandro, Nicocreón se alió con Ptolomeo contra Antígono, y en el 315 a. C. se confabuló con Seleuco y Menelao, dos de los generales de Ptolomeo, para neutralizar las ciudades-reino chipriotas que habían apoyado a Antígono. A cambio de estos servicios, Ptolomeo le otorgó el mando personal de Lárnaca, Lapithos, Kyrenia y Mario, además de conservar Salamina. También se le confió el mando principal de toda la isla de Chipre.
Nada se sabe de la suerte de Nicocreón después de aquello. Como no se menciona su nombre durante el memorable asedio de Salamina por Demetrio Poliorcetes (306 a. C.), o la gran batalla naval que ocurrió posteriormente, parece probable que muriera antes de esos acontecimientos. Una anécdota personal de Nicocreón es la bárbara muerte que infligió al filósofo Anaxarco en venganza por un insulto que éste le había proferido con ocasión de su visita a Alejandro.